# Gregorio López Pelayo
Gregorio López Pelayo "Goyo" (Barcelona 29 d'agost de 1951 - Barcelona 8 de juny de 1987) fou un jugador d'handbol format al Bosco Navas (Barcelona). Va jugar 15 anys a Divisió d'Honor: 5 temporades al Picadero, 7 al CB Calpisa i 2 al BM Granollers. Fou 4 vegades campió de Lliga, 4 de la Copa del Rei i 1 Recopa d'Europa. 108 vegades internacional amb la Selecció Espanyola amb la que conquerí un campionat del món "B" a Barcelona (1979), i una cinquena posició als Jocs Olímpics de Moscou 1980.
Jugador de gran talent i visió de joc. Demarcació: Central. Cervell del gran Calpisa d´Alacant compartint equip amb els històrics Pitiu Rochel, Perramon, Melo, Cabanas, Poli, Cascallana, Albizu, etc.